# 塞萨尔·门多萨
塞萨尔·莱昂尼达斯·门多萨·杜兰（西班牙語：César Leonidas Mendoza Durán，1918年9月11日—1996年9月13日），是智利的军官、政治家，曾担任国民警卫队总司令、军事执政委员会成员，是1973年智利政变主导者之一。
门多萨也曾以马术运动员的身份活跃，他曾在1952年赫尔辛基奥运会上获得团体场地障碍赛的银牌。

## 生平
1918年，出生于智利首都圣地亚哥。1937年，毕业于国家学院。1938年，开始服兵役。1940年，进入智利警察学院学习，加入智利国民警卫队。1941年，毕业并获得国民警卫队少尉军衔。 1942年，获得国民警卫队中尉军衔。1953年，获得上尉军衔。1959年，获得少校军衔。1965年，获得中校军衔。1968年，获得上校军衔。1970年，获上将军衔，任国民警卫队总监察长。
1973年，参加军事政变。9月，成为军事执政委员会成员，任国民警卫队总司令。1985年，辞去职务退休。1996年，因病逝世。